# 芭芭拉·森
芭芭拉·森·奥乔亚（西班牙語：Bárbara Mori Ochoa，1978年2月2日—）是一位生于乌拉圭蒙得维的亚的墨西哥女演员、模特儿、制作人、作家。父亲是日裔乌拉圭人，母亲是巴斯克裔墨西哥人。她的祖父是移居在乌拉圭的日本人。